# Бабаджанов, Алексей Салихович
Алексей Салихович Бабаджанов (25 сентября 1978) — узбекский гребец-каноист.